# Andrzej Szuster
Andrzej Szuster (ur. 1 lutego 1931 w Krakowie, zm. 17 stycznia 2008) – specjalista w dziedzinie hydrotechniki i mechaniki płynów, doktor nauk technicznych. Nauczyciel akademicki, adiunkt Wydziału Inżynierii Środowiska PW, w latach 1990-1996 członek Senatu Politechniki Warszawskiej i Komisji Etyki Senatu. Autor podręczników szkolnych i akademickich.

## Życiorys
Syn Jana i Marii z Szatkowskich. W młodości mieszkał w Tomaszowie Mazowieckim, gdzie stacjonował jego ojciec Jan Szuster, kapitan Wojska Polskiego, dowódca garnizonu 4. Pułku Artylerii w Tomaszowie Mazowieckim. Uczęszczał do I Liceum Ogólnokształcącego w Tomaszowie Mazowieckim.
W 1952 ukończył Akademię Górniczo-Hutniczą w Krakowie, a następnie (w 1954) budownictwo wodne na Politechnice Warszawskiej.
Doktor nauk technicznych od roku 1967.
W latach 80. XX w. członek Tajnej Komisji Uczelnianej NSZZ ”Solidarność” i jej reprezentant w Senacie PW. Odznaczony Krzyżem Kawalerskim Orderu Odrodzenia Polski, Złotym Krzyżem Zasługi oraz, w roku 2002, Medalem Politechniki Warszawskiej.
Zginął śmiercią tragiczną. Pochowany na starym cmentarzu na Służewie w Warszawie 28 stycznia 2008.

## Wybrana bibliografia[3]
Podręczniki i skrypty akademickie:
- ”Hydraulika i hydrologia", wspólnie z B. Utrysko i B. Jaworowską, WPW, I wyd. 1979 – VII wyd. 2008
- ”Hydraulika i podstawy hydromechaniki", wspólnie z B. Utrysko, WPW, I wyd. 1986 – II wyd. 1992
- ”Zbiór zadań z mechaniki płynów", wspólnie z K. Wyszkowskim, WPW, I wyd. 1965 – V wyd. 1980
- ”Ćwiczenia laboratoryjne z mechaniki płynów", współautor i redaktor, WPW, I wyd. 1992 – VIII wyd. 2004
- ”Światła mostów i przepustów", współautor, IBDM 2000

Podręczniki dla szkół średnich:
- ”Hydrologia i hydraulika", wspólnie z E. Czetwertyńskim, WSiP, I wyd. 1971 – IV wyd. 1978
- ”Hydrologia i hydraulika z elementami hydrogeologii", wspólnie z H. Radlicz-Ruhlową, WSiP, I wyd. 1987 – IV wyd. 1997
- ”Zbiór zadań z hydrauliki", WSiP 1978
- ”Pracownia budownictwa wodnego", wspólnie z B. Jaworowską, PWSZ 1973